# Espresso (处理器)
Espresso（浓缩咖啡）是一枚CPU的代号，用于任天堂出品的电视游戏机Wii U中。它由IBM与任天堂设计，目前正使用45纳米SOI制程量产中。MCM还中包含一颗来自AMD的GPU，整个模块由瑞薩電子生产。于2011年7月的E3 2011上公布。

## 设计
IBM和任天堂表示Espresso是一颗基于POWER架构的CPU，内置三个核心以提高性能并降低能耗。CPU和图形处理器（GPU）被封装在成为多芯片模块（MCM）的单元上以减少布线复杂度，进一步降低能耗并降低成本与占用空间。整个模块由瑞萨在日本组装完成。 Espresso本身由IBM在纽约州的300mm芯片工厂制造，使用45nm的SOI制程，并内置eDRAM作为缓存。

## 规格
- 3个基于PowerPC 750的乱序执行POWER架构核心
- 45纳米制程
- IBM SOI技术
- 向后兼容Broadway和Gekko处理器
- 1.243125 GHz主频（官方未确认）
- 核心面积： 5.2 mm × 6.3 mm = 32.76 mm2